# سنغ هو
سنغ هو (بالإنجليزية: Seungho)‏ (16 أكتوبر 1987 -) هو مغني وراقص كوري.

## حياته ونشأته
يانغ سيونغ هو ولد في 16 أكتوبر 1987 في سيول هو أيضا عضو بفرقة امبلاك (MBLAQ)و هو قائد الفرقة ومغني رئيسي لقد بدا مسيرة حياته في عام 2009 وذلك بفضل راين كان حلمه بان يصبح ممثل لكن في أحد المرات كان له صديق يريد ان يقوم بتجربة اداء لكن وقع واصبحت لديه اصابة فذهب سنقهو ليقوم بتجربة الاداء لصديقه فقال له راين أنت مغني رائع وراقص مذهل امامك باب في عالم الرقص والغناء فمن هناك شكل راين فرقة امبلاك وكان قائدها هو سنقهو ومن تم بدات مسيرته الفنية.

## مسيرته
يمضي وقته على مواقع التسوق على شبكة الإنترنت.
- وهو قريب من بعض المطربين كبار السن لأنه كان يريد دائما أن يكون الإخوة كبير عندما كان قليلا.
- Seulong (2am) هو صديق جيد.
- وهو قريب من Onew (شآيني).
- وهو آكلى لحوم البشر كبيرة. بالنسبة له، وأسلوبه «هو خلط كل شيء وتأكل كل من المفاجئ»
- يريد بالتأكيد ابنه الأول. يجب ارتداء الابن الأول / تخليد اسم العائلة يانغ
- وقال انه أول قبلة له في سن ال 14، وخلال السنة الأولى من الكلية (انه يعتقد انه كان الحب).
- وكان ممثل الطبقة طوال دراسته الثانوية.
- يكره العمل " aeygo "
- قال ولذا يون (T- آرا) هي أفضل أصدقاء في الحياة الحقيقية، هي معروفة لمدة 8 سنوات منذ كانت في المدرسة الثانوية معا.
- كان له دور في حجاب " Banolim 2 "
- أعطى A + الكورية له ألقاب «يانغ Samju» «يانغ شوبان» «الوردي Seungho»
- صاحب امرأة المثالي هو يونيو جي هيون.
- حصل على المال عن طريق تدريس البيانو وأجهزة الجمباز خلال زيارته قبل لأول مرة.
- ويطلق على المخابز بالقرب من منزله «بانج Chulla».
- درس ايكيدو والجودو، وقال انه يستخدم صلاحياته للتعذيب أعضائها.
- لديه أي فون 4G ، وبلاك بيري وتطلب الشركة.
- كان دائما يرتدي الأدوات عليه.
- يكره الفئران.
- انه لامر جيد في الرياضيات.
- يكره ذلك عندما أصدقائه المقربين يدعوه باسمه العائلي (يانغ).
- حصل على 680 نقطة في TOEIC (اختبار اللغة الإنجليزية للتواصل الدولي) واختبار اللغة الإنجليزية الرسمية توليه خلال زيارته كبار الدراسات.
- صاحب اللون المفضل هو اللون الأحمر.
- لديه محفظة لويس فويتون.
- يريد القيام برحلة إلى جزيرة Wolmido (جزيرة في كوريا الجنوبية قرب إنشون) وانتقل إلى فوجي -Q المرتفعات، وهو متنزه في اليابان. وقال انه من المحتمل أن يذهب للمستشفى مسكون منذ يحب الاشياء من الرعب، وأكثر من ذلك هو جذب أكبر مسكون في العالم.
- صاحب المانجا المفضلة هي ناروتو.
- كان أول قرص مدمج انه اشترى ميتاليكا.
- فيلمه المفضل هو سلسلة من جيسون بورن (هوية بورن، بورن التفوق وإنذار بورن)
- يحب السلمون مقبلات السوشي.
- ويستمع إلى الموسيقى قبل النوم.
- في الخارج، وقال انه سيتوجه إلى أمريكا.
- وتتكون ذكريات حزينة في الألبوم MBLAQ 1 BLAQ ستايل.
- في كل ما قدمه من المقابلات انه لم يقصر قط في الكلام على الأدوات الإلكترونية.
- أخوه الصغير يانغ سونغ هون أعظم منه. (معلومات إضافية عن يانغ سونغ هون: درس الموسيقى، ولدت في عام 1991).
- وهو قريب من Gyuri (KARA) وفاي (MissA).
- يانغ سونغ هو هو العضو الوحيد MBLAQ لامتلاك سيارة (في بعض الأحيان انه سوف ننظر لأخيه بعد المدرسة).
- يحب أن تخرج عند الفجر، ويقول أنه هو تدريب.
- وقال إنه يريد أن يصبح أبا عندما كان شابا، ولكن منذ محتلة من قبل المجموعة التي تخطط للزواج في سن 33 عاما.
- حلمها هو أن تصبح المنتج الشهير والزواج.
- لم يسبق له ان قال الأكاذيب والكراهية.
- قال أكبر سحره هو أنه مليء المواهب.
- صاحب الحيوان المفضل هو النمر وجدت منذ جميلة.
- طعامه المفضل هو شريحة لحم الكاري.
- وكشف عن أن له نوع المثالي هو T- AE من رانيا

## وصلات خارجية
- سنغ هو على موقع ميوزك برينز (الإنجليزية)